# Suworowbrücke
Die Suworowbrücke ist eine historische gedeckte Holzbrücke über die Muota im Schweizer Kanton Schwyz. Die Brücke liegt auf dem Gebiet der Gemeinde Schwyz.

## Geschichte
Ursprünglich wurde die Muota rund 40 Meter oberhalb des Standortes der Suworowbrücke überquert. Die damalige «Steinerne Brücke», auch «Teufelsbrücke» genannt, wurde 1580 als offene Brücke gebaut und erhielt 1783 eine Überdachung. Im Jahr 1799 wurde die Brücke während des Zweiten Koalitionskriegs stark in Mitleidenschaft gezogen. Das alte Bauwerk stürzte schliesslich im März 1800 ein, so dass 1810 als Ersatz etwas näher an Schwyz eine gedeckte Holzbrücke erbaut wurde. Diese hiess fortan Suworowbrücke in Erinnerung an den russischen Feldmarschall Suworow, dessen Nachhut unter General Rosenberg elf Jahre zuvor die Franzosen in der Schlacht im Muotatal besiegte.

## Konstruktion
Die Brücke besitzt ein fünfseitige Hänge-Sprengwerke mit Doppelpfosten und vierfachen Streben. Das Walmdach ist mit Ziegeln bedeckt.
Der Übergang wurde in den 1970er Jahren renoviert. Von 2010 bis 2011 wurde die Brücke umfassend instand gestellt und das Sprengwerk unter der Brücke erneuert. Die Sanierung wurde mit dem Prix Lignum 2012 ausgezeichnet.

## Erhaltenswertes Objekt
Die Brücke ist denkmalgeschützt.

## Nutzung
Die Suworowbrücke befindet sich auf der 1770 errichteten alten Landstrasse von Schwyz über Ibach nach Muotathal. Die einspurige Strassenbrücke dient vor allem Lokalverkehr sowie Fussgängern und Velofahrern.

## Galerie

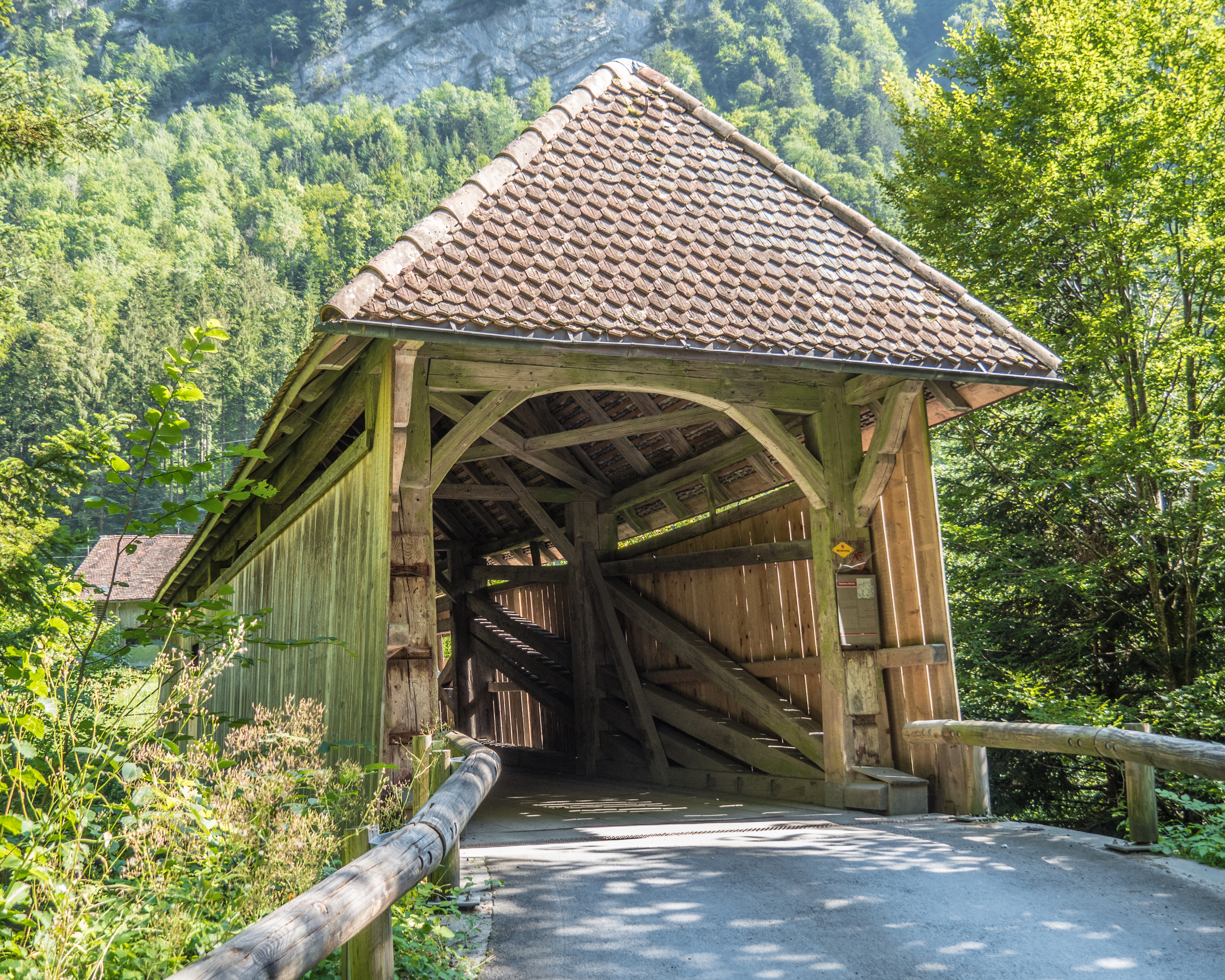
Ansicht von rechter Flussseite (Fahrtrichtung Schwyz)
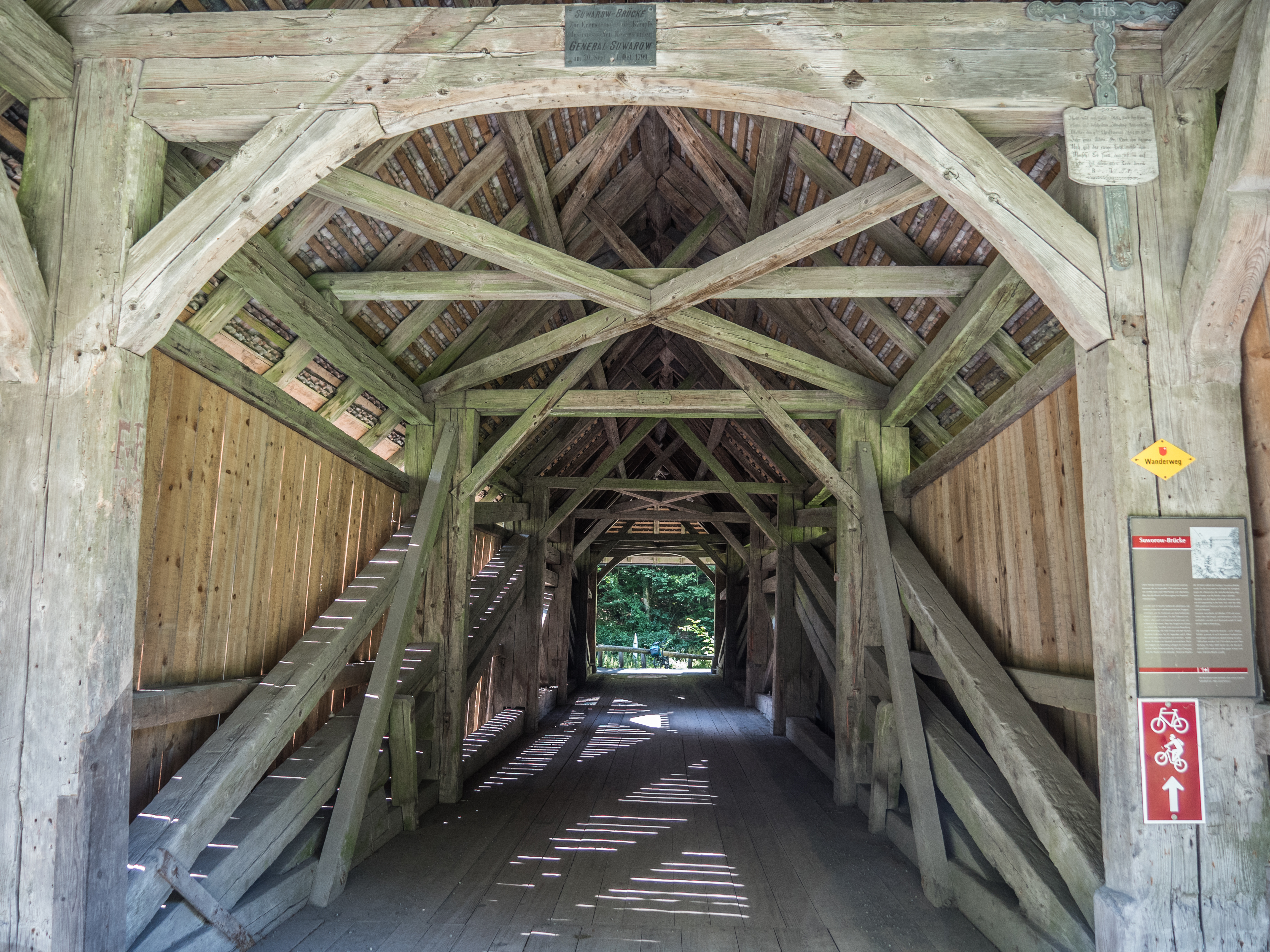
Innenansicht